# Hypocassida subferruginea

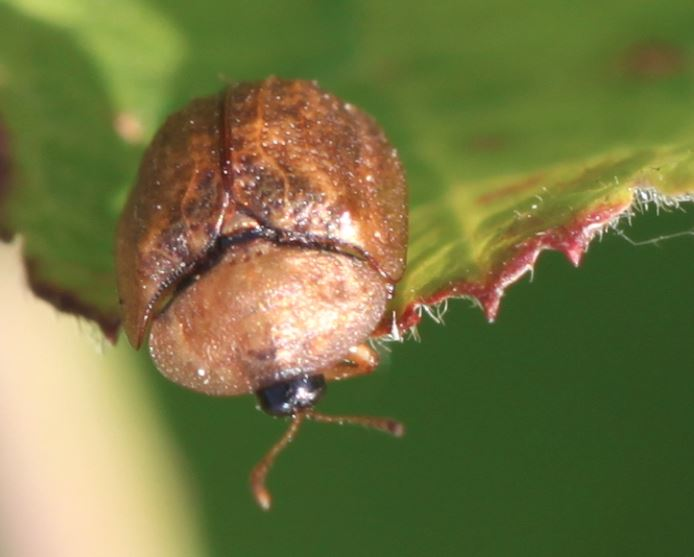
Hypocassida subferruginea, Frontansicht

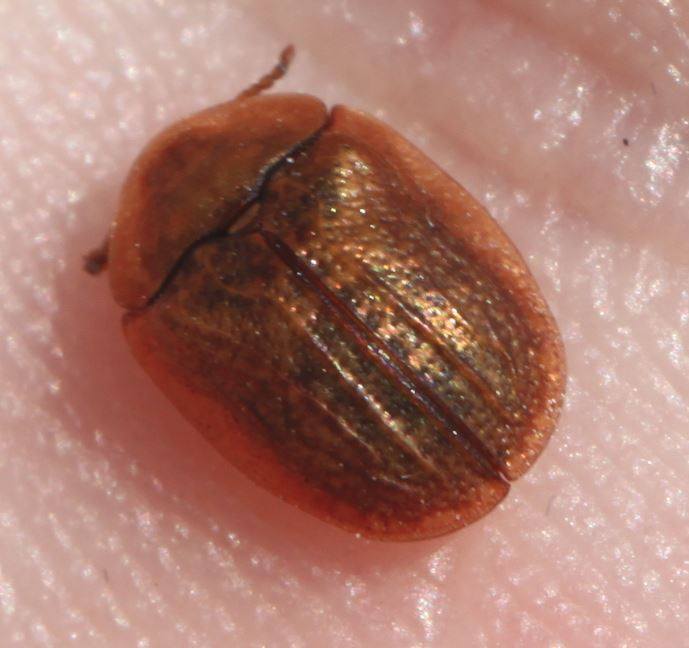
Hypocassida subferruginea, Dorsalansicht

Hypocassida subferruginea ist ein Käfer aus der Familie der Blattkäfer (Chrysomelidae). Er gehört zur Unterfamilie der Schildkäfer (Cassidinae).

## Merkmale
Die Käfer erreichen eine Körperlänge von 4,5–6 mm. Im Gegensatz zur Gattung Cassida besitzen die Vertreter der Gattung Hypocassida ausgeprägte Fühlerfurchen neben dem Kopf. Die Oberseite der Käfer ist meist rotbraun mit leichtem Metallglanz. Es gibt jedoch auch braune und gelbliche Exemplare. Der basale Rand des Halsschilds ist schwärzlich. Die Flügeldecken sind mit braunen oder schwarzen Punkten übersät. Die Flügeldecken sind außerdem im Bereich des Basaldreiecks schwach eingedrückt mit 2 oder 4 Längsrippen. Die Unterseite und der Kopf sind schwarz. Fühler und Beine sind gelbbraun.

## Verbreitung
Die Käferart ist in Europa weit verbreitet. Nach Norden hin wird sie seltener. Das Vorkommen reicht bis nach Nordafrika und in den Nahen Osten. In England war die Art vor 1900 noch vorhanden und ist dort vermutlich ausgestorben.

## Lebensweise
Die Käfer beobachtet man häufig an Feldrainen und in Feuchtgebieten. Die Hauptwirtspflanzen der polyphagen Käferart bilden Windengewächse, insbesondere die Acker-Winde (Convolvulus arvensis) und die Echte Zaunwinde (Calystegia sepium). Daneben wird die Gemeine Schafgarbe als Larvenfutterpflanze genutzt. Die ausgewachsenen Käfer beobachtet man von April bis September.

## Taxonomie
In der Literatur finden sich folgende Synonyme:
- Cassida subferruginea Schrank, 1776